# Broadway Therapy
Broadway Therapy (Originaltitel: She’s Funny That Way) ist eine US-amerikanische Filmkomödie von Peter Bogdanovich aus dem Jahr 2014 mit Owen Wilson, Jennifer Aniston und Will Forte. Premiere hatte der Film am 29. August 2014 bei den Internationalen Filmfestspielen von Venedig. In Deutschland kam er am 20. August 2015 in die Kinos.

## Handlung
Die Schauspielerin Isabella „Izzy“ Finkelstein erzählt einer Reporterin von ihrem Leben vor vier Jahren, im Folgenden kommt es zu einer Rückblende: Sie lernt in New York, bei ihrer Tätigkeit als Escort-Girl namens „Glow“, den galanten Schürzenjäger und Broadway-Regisseur Arnold kennen. Izzy träumt von einer Karriere als Schauspielerin und möchte als Escort so viel Geld verdienen, bis sie ihren Traum verwirklichen kann. Arnold findet so sehr Gefallen an Izzy, dass er ihr 30.000 Dollar anbietet, wenn sie ihren Job als Escort aufgibt.
Die beiden treffen zufällig wieder aufeinander, als Izzy zum Vorsprechen für ein Broadwaystück unter dem Namen Isabella Patterson geht, bei welchem Arnold als Regisseur fungiert. Während Arnold sich Izzy gegenüber eher ablehnend verhält, sind die restlichen Theatermitglieder umso überzeugter von Izzys Eignung für das Stück.
Bühnenautor Joshua lädt Izzy zum Abendessen in ein italienisches Restaurant ein. Joshuas Freundin Jane, welche zudem auch zufälligerweise gleichzeitig Izzys Therapeutin ist, besucht gemeinsam mit ihrem Patienten Richter Pendergast das Restaurant am selben Abend. Sie verpasst ihrem Freund Joshua einen Kinnhaken, als sie Izzy und Joshua gemeinsam im Restaurant entdeckt. Richter Pendergast hingegen ist aufgeregt, Izzy wieder zu sehen, da er in der Vergangenheit deren Dienste als Escort in Anspruch genommen hat und sie nun nicht mehr aus dem Kopf bekommen kann.
Als Delta, die Hauptdarstellerin im Broadwaystück und zugleich Arnolds Ehefrau, mit Arnold einkaufen geht, treffen sie im Geschäft auf eine Verkäuferin, welcher Arnold in der Vergangenheit mit einer größeren Geldsumme unter die Arme gegriffen hat. Als Delta von dieser ehemaligen Affäre erfährt, rastet sie aus. Später erfährt sie, dass Arnold schon mehrere Male Frauen finanziell unterstützt hat. Als Richter Pendergast Izzy und Joshua verfolgt und Izzy zur Rede stellt, weil sie ihm sein Herz gebrochen hat, erfährt Joshua von Izzys Vergangenheit als Escort-Girl und ihrer gemeinsamen Nacht mit Arnold.
Um sich an Arnold zu rächen, küsst Delta bei den Proben fürs Stück ihren Schauspielkollegen und Exfreund Seth besonders leidenschaftlich vor versammelter Belegschaft. Erneut taucht Richter Pendergast auf, welcher Izzy hinterherspioniert. Außerdem erscheint Psychotherapeutin Jane, welche einige der Geheimnisse und Beziehungskonflikte unter den Anwesenden preisgibt und dadurch für Unruhe, aber auch für Aufklärung sorgt. Zuletzt erscheinen Izzys Eltern im Theater, Izzys Vater versetzt sowohl Richter Pendergast als auch Arnold einen Kinnhaken, da sie mit seiner Tochter geschlafen haben. Zwei Monate später wird das Broadwaystück trotz aller Widrigkeiten uraufgeführt. Im Zuschauerraum sitzt ein Hollywood-Agent, der Isabella ihr erstes Film-Engagement verschafft, was zu ihrem Durchbruch als Filmschauspielerin führte.
Am Ende von Isabellas Interview mit der Reporterin erfährt man, was aus den Beteiligten geworden ist: Die Ehe von Arnold und Delta scheitert, der Regisseur engagiert sich seitdem in einem Wohltätigkeitsverein für Frauen. Auch aus der Liebesbeziehung von Isabella und Josh wurde nichts, sie ist inzwischen mit Quentin Tarantino zusammen. Seth und Dr. Jane, die sich während der Streitigkeiten kennengelernt haben, kommen dagegen zusammen. Richter Pendergast brachten seine Verwicklungen mit Prostituierten ins Gefängnis, sein ursprünglich mit der Verfolgung Izzys betrauter Privatdetektiv Fleet ist inzwischen mit seiner Ehefrau Mrs. Pendergast ein Paar.

## Hintergrund
Peter Bogdanovich kam laut eigenen Aussagen die Idee zu der Handlung bei den Dreharbeiten zu seinem Film Saint Jack in Singapur im Jahr 1978. Bei diesen traf er sich mit einigen Prostituierten und gab ihnen hohe Summen, damit sie etwas aus ihrem Leben machen konnten. Den Großteil des Drehbuchs schrieb er bereits Ende der 1990er-Jahre gemeinsam mit seiner damaligen Frau Louise Stratten, als er sich in einer Privatinsolvenz befand und sich durch das Schreiben einer Komödie aufheitern wollte. Bogdanovich plante das Projekt eigentlich mit John Ritter in der Rolle des Bühnenregisseurs. Nach Ritters plötzlichem Tod stellte er das Projekt hintan, da er sich keine andere passende Besetzung für die Rolle vorstellen konnte. Das änderte sich durch seine Bekanntschaft mit Owen Wilson.
Das Zitat mit den Nüssen und den Eichhörnchen, das im Film auftaucht, kommt aus dem Film Cluny Brown auf Freiersfüßen (1946) von Ernst Lubitsch mit Charles Boyer und Jennifer Jones in den Hauptrollen. In kleinen Cameo-Auftritten sind der Regisseur Quentin Tarantino sowie die Schauspieler Tatum O’Neal, Colleen Camp und Michael Shannon zu sehen.
Für Peter Bogdanovich war es seine letzte Regiearbeit bei einem Spielfilm vor seinem Tod 2022; danach inszenierte er nur noch den Dokumentarfilm The Great Buster über Buster Keaton.
2025 wurde ein Director’s Cut des Films zugänglich gemacht. Dieser ist mehr als 20 Minuten länger als die Kinofassung und unterscheidet sich stark von dieser. So gibt es einige neue Szenen und auch das Ende weicht ab.

## Rezeption
Der Filmdienst urteilte, der „Versuch von Peter Bogdanovich, mit einer retroseligen Liebeskomödie an seine eigene Vergangenheit mit ‚Is’ was, Doc?‘ anzuknüpfen und sich zudem vor den großen Screwball-Comedies zu verneigen“, scheitere, weil „der glänzend besetzten Inszenierung die dramaturgische Anbindung der Story aus dem Blick“ gerate. Jörg Schöning zeigte sich dagegen im Spiegel sehr positiv: „Broadway Therapy ist ein hochtouriges Update jener klassischen Screwball Comedies, in denen ein Gezänk der Geschlechter zum unterhaltsamen Schlagabtausch wird. Jede „punchline“ ein Treffer! Schon Isabellas wahrer Name „Izzy Finkelstein“ erweist sich dabei als Hommage an Lubitsch, der in seinen frühen Filmburlesken mit Vorliebe unter Rollennamen wie „Siegi“ oder „Sally“ auftrat (…) Heaven, I’m in Heaven sang Fred Astaire im Intro des Vorspanns. Und wie im Himmel darf sich der Kinoliebhaber dann für anderthalb Stunden tatsächlich fühlen.“